# Region Tacna
Region Tacna – jeden z 25 regionów w Peru. Jego stolicą jest miasto Tacna. Region graniczy z Boliwią i Chile.
Obszar obecnego regionu Tacna był okupowany przez wojska Chile w wyniku wojny o Pacyfik. Tacna ponownie należy do Peru od 1929 roku.

Prowincje regionu Tacna

## Podział administracyjny regionu
Region Tacna podzielony jest na cztery prowincje, które obejmują 27 dystrykty.
| Prowincja     | Stolica prowincji | Liczba dystryktów | UBIGEO |
| ------------- | ----------------- | ----------------- | ------ |
| Tacna         | Tacna             | 10                | 2301   |
| Candarave     | Candarave         | 6                 | 2302   |
| Jorge Basadre | Locumba           | 3                 | 2303   |
| Tarata        | Tarata            | 8                 | 2304   |